# Ami Boué
Ami Boué (Amburgo, 16 marzo 1794 – Vienna, 21 novembre 1881) è stato un geologo e antropologo tedesco naturalizzato austriaco.

## Biografia

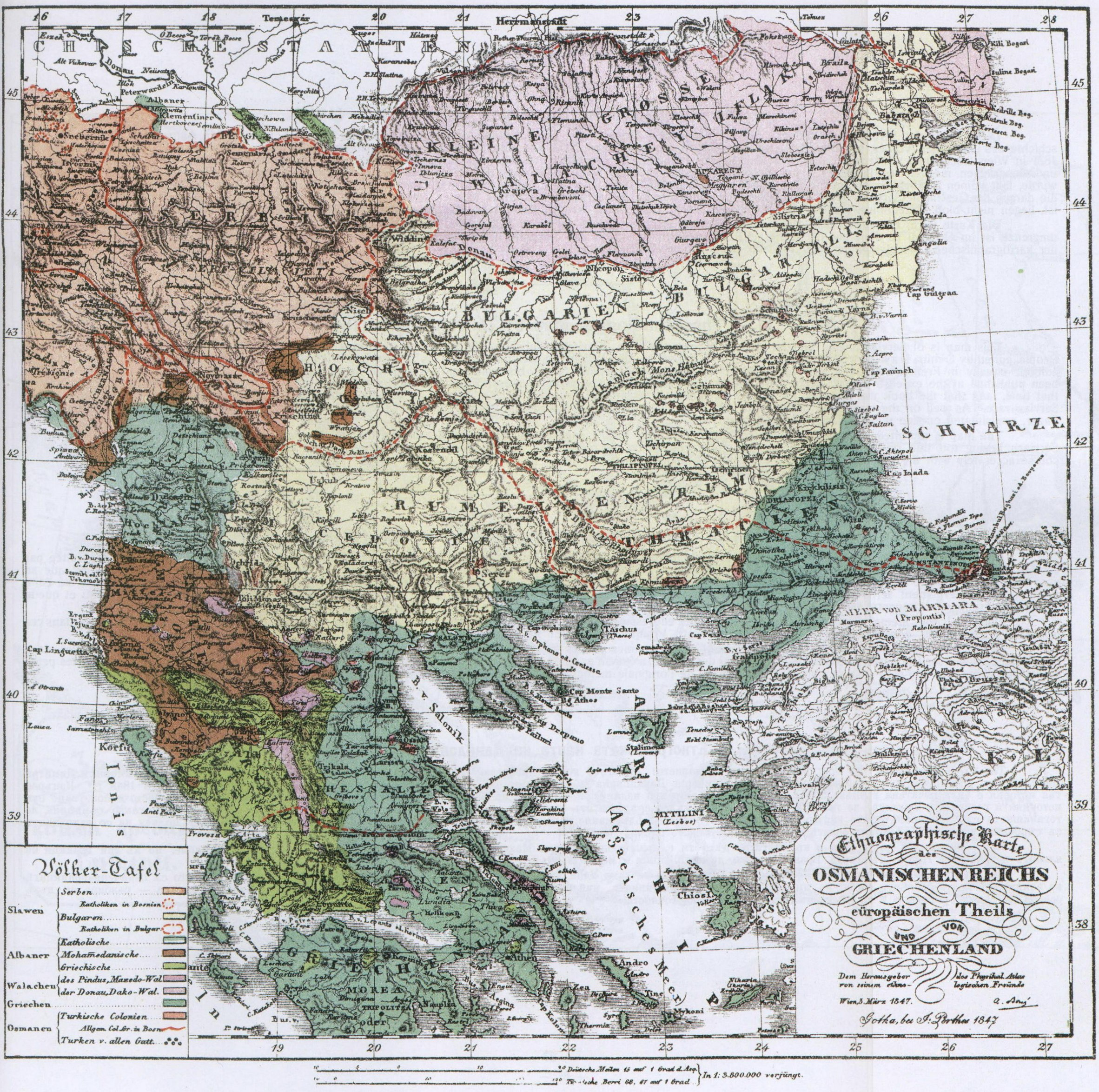
Mappa Etnografica dei Balcani nel 1847 da Ami Boue.

Studiò medicina ad Edimburgo, dove ebbe come insegnante Robert Jameson. Compì delle spedizioni geologiche in varie parti della Scozia e nelle Isole Ebridi e, dopo aver preso la laurea di M.D. nel 1817, si stabilì per alcuni anni a Parigi.
Nel 1820 pubblicò L'Essai géologique sur l' Écosse, in cui descrisse le rocce eruttive. Viaggiò in Germania, Austria e in Europa meridionale, studiando varie formazioni geologiche e diventando uno dei pionieri della ricerca geologica. Fu uno dei fondatori della Société géologique de France nel 1830, di cui fu presidente nel 1835. Nel 1841 si stabilì a Vienna, e venne naturalizzato come un austriaco.
Per l'Accademia Imperiale delle Scienze di Vienna produsse documenti importanti sulla geologia degli Stati balcanici (1859-1870), e pubblicò Mémoires et géologiques paléontologiques (Parigi, 1832) e La Turquie d'Europa; observations sur la geographie, la géologie, l'histoire naturelle, ecc (Parigi, 1840).

## Riconoscimenti

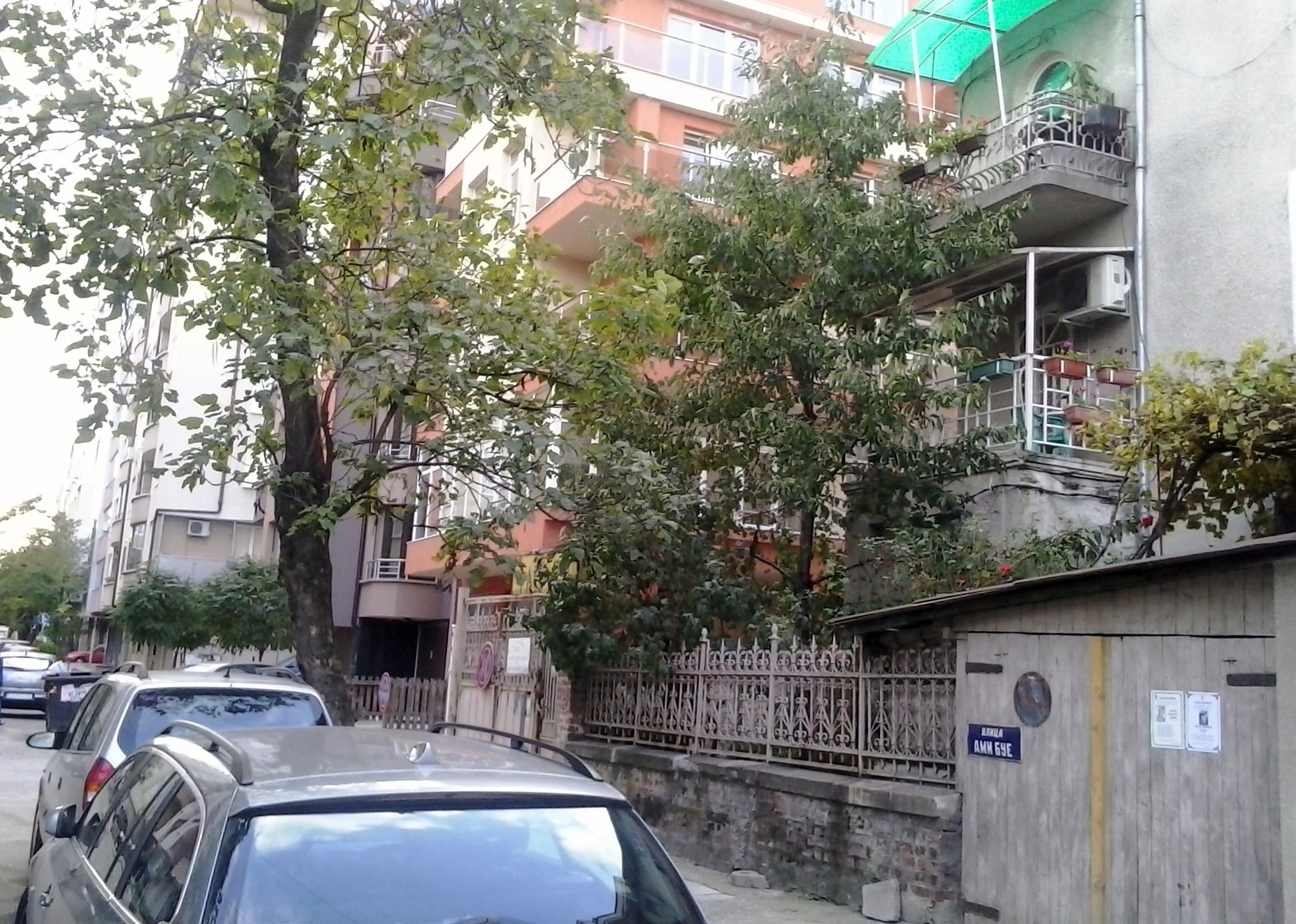
Vista di via Ami Boué a Sofia, Bulgaria

Gli sono stati intitolati una montagna (Ami Boué Peak) sulla Terra di Graham in Antartide e una via a Sofia, in Bulgaria.